# Elimane Coulibaly
Pour les articles homonymes, voir Coulibaly.
Elimane Coulibaly, est un footballeur sénégalais, né le 15 mars 1980 à Dakar au Sénégal. Durant sa carrière en Belgique il a passé deux fois aux clubs de KV Courtrai et KAA La Gantoise. Dans la saison 2018-2019 il a évolué au KM Torhout comme attaquant.

## Palmarès
- Champion de Belgique de D2 en 2008 avec le KV Courtrai